# امپراتور هانازونو
امپراتور هانازونو (به ژاپنی: 花園天皇 Hanazono-tennō)؛ (زاده ۱۴ اوت ۱۲۹۷ درگذشته) نود و پنجمین امپراتور ژاپن بر اساس نظام سنتی جانشینی پادشاهان ژاپن است. سلطنت وی از ۱۳۰۸ تا ۱۳۱۸ به طول انجامید.